# 21. kongres Občanské demokratické strany
21. kongres ODS se konal 19. – 20. června 2010 v Praze, v hotelu Clarion. 

## Dobové souvislosti a témata kongresu
Kongres se odehrával krátce po sněmovních volbách 2010, v nichž sice ODS zaostala za ČSSD, ale byla schopna zahájit rozhovory o sestavení většinové pravostředové koalice ODS, TOP 09 a Věci veřejné (pozdější vláda Petra Nečase). Mirek Topolánek v dubnu 2010, krátce před volbami, rezignoval na post volebního lídra a později i předsedy strany v důsledku skandálu okolo svých výroků pro časopis LUI.
21. kongres ODS zvolil předsedou Petra Nečase, který se již po Topolánkově odchodu stal volebním lídrem strany a po volbách i předsedou vlády. Získal od delegátů 538 hlasů. K výrazným personálním změnám došlo i na místopředsednických postech a Petr Nečas měl možnost vybrat si do vedení jím preferované politiky. Delegáti kongresu se rozhodovali individuálně a kongres byl interpretován jako vzpoura proti regionálním dohodám. Například stávající 1. místopředseda David Vodrážka měl nominace na pokračování na svém postu od vlivných krajských organizací, ale po jeho projevu na kongresu, který byl hodnocen jako slabý, post neobhájil a nestal se ani řadovým místopředsedou. Podobně neuspěl s ambicí zasednout v nejužším vedení ODS Martin Kuba. Z vedení strany odešel Ivan Langer, který v sněmovních volbách nebyl zvolen poslancem. Kongres oficiálně poděkoval Mirkovi Topolánkovi „za vše pozitivní, co udělal pro ODS a Českou republiku.“

## Personální složení vedení ODS po kongresu
- Předseda – Petr Nečas
- 1. místopředsedkyně – Miroslava Němcová
- Místopředsedové – Pavel Blažek, Pavel Drobil, Jiří Pospíšil, Alexandr Vondra
- Výkonná rada ODS – Ivan Adamec, Walter Bartoš, Rudolf Blažek, Roman Boček, Pavel Dlouhý, Filip Dvořák, Hynek Fajmon, Radim Fiala, Ivan Fuksa, Václav Hofmann, Vladimír Homola, Roman Jurečko, Jiří Kadrnka, Pavel Karpíšek, Robert Knobloch, Tomáš Kraus, Martin Kuba, Jan Kubata, Ladislav Libý, Libor Lukáš, Pavel K. Markvart, Václav Mencl, Dagmar Molendová, Hana Moudrá, Jan Mraček, Milan Richter, Martin Říman, Zbyněk Stanjura, Ivo Strejček, David Šeich, Tomáš Šimčík, Marek Šnajdr, Jiří Šneberger, Jan Tesař, Ivo Toman, Aleksandra Udženija, Marek Vavrečka, Oldřich Vlasák, Andrea Vlásenková, Radim Zika[2]